# 索达姆·亚特
索达姆·亚特（英語：Sodam Yat）是个虚构角色，由DC漫画公司出版的一名外星超级英雄。他首次出现于《绿光军团传说年刊 #2》（1986年），由阿兰·摩尔和凯文·奥尼尔创作。他现在作为一名离子侠，已成为当前故事情节中最强大的人物之一。

## 出版史

### 概述
索达姆·亚特是绿光軍團中的一名未来成员，由阿兰·摩尔创造，于《绿光军团传说年刊 #2》中的故事“泰戈尔”中首次被提到。
他在未來中擔任毀滅的綠光軍團的唯一成員及守護者，並藉由MONGO的遺骸中誕生的生命體的幫助招募新成員中。